# Los Mártires
Los Mártires è una località del distretto della capitale di Bogotà, in Colombia. È designato ufficialmente come distretto (località) numero 14.